# اسکندرون
شهر اسکَندَرون از شهرهای جنوب شرقی ترکیه است.
هرچند که شهر انتاکیه مرکز استان ختای ترکیه است ولی شهر قدیمی اسکندرون بزرگ‌ترین شهر این استان است و جمعیتی رو به افزایش دارد. طبق تخمین سرشماری سال ۲۰۰۰ جمعیت اسکندرون ۱۵۹٬۱۴۹ نفر بوده است که در سال ۲۰۱۰ به ۳۳۱٬۶۹۷ نفر هم رسیده است.
نام این شهر عربی‌شدهٔ نام یونانی (Ἀλεξανδρέττα، تلفظ: آلکساندرتا) است که همانند شهر اسکندریه مصر به‌دست اسکندر مقدونی ساخته شده و منسوب به وی است.
شهر اسکندرون در کرانهٔ دریای مدیترانه، در کنار خلیج اسکندرون و در پای کوهی به نام کوه نور قرار گرفته است.

## اختلاف سوریه و ترکیه
در سال ۱۹۳۹ قیمومت فرانسه بر سوریه و البته با سعایت عصمت اینونو رئیس‌جمهور وقت ترکیه، منطقه اسکندرون که سرزمینی با ساکنان اغلب عربی بود را به دولت ترکیه واگذار کرد. این اقدام موجب خشم عرب زبان‌های جهان و به‌ویژه مردم سوریه و اهالی اسکندرون شد. کشورهای عربی در نهایت ضعف قرار داشتند و نتوانستند اقدامی انجام دهند. ترکیه زبان عربی را در طول سالهای بعد از جنگ جهانی دوم ممنوع کرد. سوریه همواره در نقشه‌های کشوری اسکندرون را جزو اراضی لاینفک خود محسوب می‌کند.
گفتنی است که، جدایی استان اسکندرون از سوریه نه توسط جامعه ملل در آن زمان و نه بعداً توسط جایگزین آن یعنی سازمان ملل متحد به رسمیت شناخته نشد و این به این معنی است که این منطقه از نظر بین‌المللی همچنان بخشی از خاک سوریه باقی است.